# Pardes (Film)
Pardes (Devanagari: परदेस, Nastaliq: پردیس Englisch: Foreign Land, Deutsch: Ausland) ist ein unter der Regie und Produktion von Subhash Ghai entstandener indischer Film aus dem Jahr 1997.

## Handlung
Pardes, im Sinne von „fremdem Land“, ist eine Geschichte um Ganga, ein junges indisches Mädchen, das in einem ländlichen Dorf in Indien wohnt und von ihrer konservativen indischen Familie erzogen wurde.
Kishorilal, ein Millionär, hat Indien mit zehn Dollar in der Tasche verlassen, um sein eigenes Schicksal in Amerika in die Hand zu nehmen. Er wurde groß – der Größte von allen, besitzt Gebäude und sein eigenes Imperium und eine große Familie, die ihn in seinen Bemühungen und in der Firma unterstützt.
Obwohl er nicht in Indien lebt, hat er seine indischen Werte nicht verloren, seine tiefe Liebe und den Patriotismus für das Land, in dem er geboren wurde. Er ist stets bemüht, die indischen Werte, die Kultur und die Ideale in den Köpfen seiner Familie zu verankern, besonders bei seinem Sohn Rajiv, der nun in zweiter Generation Amerikaner ist und der im Westen geboren und aufgewachsen ist. Kishorilal kommt nach Indien, um ein traditionelles indisches Mädchen für seinen amerikanischen Sohn zu finden.
Er entdeckt Kusum Ganga, die Tochter eines alten Freundes, die der Inbegriff der indischen Kultur für ihn ist und sendet Rajiv und seinen Pflegesohn Arjun nach Indien, um sie kennenzulernen. Aber er weiß, er wird sehr lange brauchen, um seinen Sohn Rajiv zu überzeugen, da er Indien noch nie gesehen bzw. bereist hat. Arjun reist nun ein paar Tage voraus, um im Hause von Ganga alles für die Ankunft Rajivs vorzubereiten, damit sich Ganga auf Rajiv einstellen kann, denn hier stoßen zwei Religionen und zwei Kontinente hart aufeinander. Jeder muss lernen, die Bräuche des anderen zu verstehen, und so hat Arjun alle Hände voll zu tun, zwischen den beiden zu vermitteln.
Die beiden finden sich sehr sympathisch und so kommt es, dass Rajiv und Ganga verlobt werden, und Ganga geht danach mit ihm nach Amerika mit strahlenden Augen und Träumen in Regenbogenfarben im Herzen. Sie hat auch in der Zwischenzeit nicht nur eine Zuneigung zu ihrem künftigen Ehemann Rajiv aufgebaut, sondern auch zu Arjun eine tiefe Freundschaft. Und wenn der Osten (Ganga) und der Westen (Rajiv) streiten, hat Arjun die schwierige Aufgabe, Rajiv dazu zu bringen, die indischen Werte zu akzeptieren – und Ganga die westlichen Gepflogenheiten.
Ein Ausflug nach Las Vegas artet in Chaos aus. Rajiv betrinkt sich in der Hotelbar und begibt sich danach nicht auf sein Zimmer, sondern in das Zimmer von Ganga. Er versucht, „in der Stadt der Sünde“, einige Zärtlichkeiten von Ganga zu „stehlen“. Da die beiden aber immer noch verlobt sind und nicht verheiratet, beschwört Ganga Rajiv sie in dieser Nacht in Ruhe zu lassen und auf die Hochzeitsnacht zu warten. Rajiv, ungezügelt in seiner Gier, versucht Ganga zu vergewaltigen. Im Zweikampf zerschlägt Ganga eine Whisky-Flasche über Rajivs Kopf. Als Rajiv bewusstlos zusammenbricht, verlässt Ganga Hals über Kopf das Hotel und will zu ihren Eltern fliehen.
Arjun erfährt dies und fängt Ganga am Bahnhof ab. Er findet sie weinend und mit zerrissenen Kleidern. Ganga erzählt Arjun die Geschichte aus Las Vegas und dass Rajiv sie vergewaltigen wollte. Er schwört, Ganga zu beschützen und sie über Nacht nach Indien zu Gangas Eltern in Sicherheit zu bringen. Dort angekommen, gibt es einen heftigen Streit mit Gangas Vater, Suraj Dev, der die Situation missversteht und denkt, dass Arjun Gangas Ehre befleckt hat und so Schande über sein Haus gebracht hat. Er versucht Arjun mit einem Säbel zu attackieren bzw. zu töten. Arjun kann geschickt ausweichen. Suraj Dev misstraut seiner Tochter Ganga immer noch und glaubt auch nicht an Arjuns Beschwörungen, so dass Suraj Dev seine Tochter kurzerhand in den Stall einsperrt. Keiner, weder Arjun noch Suraj Devs Familie können Gangas Vater beruhigen und so verlässt Arjun das Haus. Als Zeichen der Unbeflecktheit Gangas ergreift Arjun die Klinge des Säbels, den Gangas Vater noch in der Hand hält, und fährt mit der geschlossenen Hand vom Schaft bis hin zur Degenspitze. Dabei verletzt er sich die Innenseite der Hand und hinterlässt auf dem Säbel sein Blut. Gangas Vater ist starr und perplex über diese Geste. Diesen Moment nutzt Arjun, um das Haus zu verlassen, und schwört, Indien am Morgen zu verlassen.
Ganga, die noch immer im Stall eingesperrt ist, erkennt in dieser Sekunde, dass sie Arjun liebt. Arjun hat Ganga schon lange seine Liebe gestanden, als Ganga Arjun vorgeworfen hat, dass er sie belogen habe und verschwieg, dass weder Rajiv ein Trinker und Raucher ist, noch dass er unzählige Beziehungen zu Frauen habe und mit seiner Exfreundin eine immer noch enge Beziehung betriebe und Ganga nur das Aushängeschild für Rajiv und seinen Klassenstand ist.
Kishorilal, außer sich vor Wut, nimmt das nächste Flugzeug und fliegt nach Indien. In der Zwischenzeit kommt Rajiv ebenfalls mit ein paar Kumpels nach Indien, um seine „geliebte“ Ganga nach Amerika zurückzuholen. Obwohl er Ganga nur als Objekt, als Statussymbol für seine Stellung in der Adelsklasse ansieht und nicht liebt, setzt er alles daran, Ganga zu finden. Er findet dann Ganga weinend in den Armen von Arjun liegen, in Fathepur Sikri. Es kommt zu einer Auseinandersetzung, worin Arjun auf das heftigste durch Rajiv, durch die Mithilfe von Rajivs feinen Kumpanen, verprügelt wird.
Kishorilal, der nun auch nach Ganga und Arjun sucht, kommt zufällig zu diesem Zwischenfall hinzu. Kishorilal stellt erst Arjun zur Rede, warum er mit Ganga nach Indien geflohen ist. Arjun beteuert seine Unschuld und gesteht im Weiteren Kishorilal seine große Liebe zu Ganga. Kishorilal hält ihn an zu schweigen und verweist ihn des Platzes. Er sagt sich von Arjun als Pflegevater los. Arjun verlässt schweigend Fathepur Sikri. Daraufhin ermutigt, beteuert auch Ganga ihre und Arjuns Unschuld und gibt so Arjuns Aussage recht und gesteht daraufhin, Kishorilal, dass Rajiv Ganga, in Las Vegas, geschlagen und vergewaltigen wollte. Ganga zeigte Kishorilal auch die vielen Bissspuren und Verletzungen, die Rajiv Ganga zugefügt hatte. Das öffnete Kishorilal umgehend die Augen und er verstößt auf der Stelle seinen leiblichen Sohn Rajiv. In diesem Augenblick beschließt er, dass nicht Rajiv, sondern Arjun Ganga heiraten soll. Der Suraj Dev, der Vater von Ganga, der mit seiner Familie ebenfalls an diesem Ort eingetroffen ist, stimmt freudig zu.
Arjun, der ja geschworen hatte, Indien wieder zu verlassen, weil auch ihn Kishorilal fälschlicherweise beschimpft und verstoßen hatte, will sich gerade von einigen Kindern aus dem Dorf verabschieden, als Kishorilal dazukommt und Arjun um Verzeihung bittet. Er bittet Arjun Ganga zu heiraten, was die beiden aus voller Überzeugung und frohen Herzens auch tun.
Im Abspann des Filmes sieht man kleinere Aufnahmen von ihrem gemeinsamen Leben.

## Kritik
Pardes wurde ein Hit in Indien und Übersee. Während der 1990er Jahre war es ein Trend von europäischen Männern, junge, hübsche indische Mädchen in Indien zum Heiraten zu suchen. Dieser Brauch war in Indien schon längere Zeit recht verbreitet, jedoch hat erst dieser Film den Kulturschock und die Schwierigkeiten ans Licht gebracht, die in solchen Fällen aufeinanderprallen.

## Auszeichnungen
- Filmfare Awards 1997
  - Beste Playbacksängerin – Alka Yagnik in dem Song Zara Tasveer Se tu
  - Bestes Drehbuch – Subhash Ghai
  - Für das beste Debüt – Mahima Chaowdhary

- Screen Award
  - Beste Kamera – Kabir Lal
  - Beste Musik – Nadeem Saifi und Shravan Rathold

- Mahima Chaudhry gewann den Filmfare Best Debut Award für ihre Leistung.

## Nominierungen für den Filmfare Awards
- für den besten Film
- für die beste Regie – Subhash Ghai
- für die beste Musik – Nadeem Saifi und Shravan Kumar
- Texte für I Love My India und Zara Tasveer Se tu – Anand Bakshi
- für die beste Solist – Hariharan in dem Song I Love My India und Kumar Sanu in Dil Mil Rahe
- Beste Schauspielerin – Mahima Chaowdhary

## Kurioses
- Madhuri Dixit war für die führende Rolle vorgesehen, wie auch Juhi Chawla.
- Mahima Chaowdhary, die ihr Filmdebüt in Pardes hatte, hieß früher Ritu Machima. Sie änderte ihren Namen in dem Glauben, dass ein Vorname mit dem Anfangsbuchstaben M ihr mehr Glück beschere, so wie berühmten Schauspielerinnen wie Madhuri Dixit und Manisha Koirala, vor ihrer Karriere geschehen.
- Amrish Puri und Shah Rukh Khan haben schon zuvor in vielen Filmen, wie Deewana – Im Zeichen der Liebe (Deewana) (1992), Dilwale Dulhania Le Jayenge (1995), Karan Arjun (1995) und Glut der Rache – Koyla (1997) zusammen vor der Kamera gestanden. Im Film Baadshah – Der König der Liebe (1999) konnte man beide wieder gemeinsam bewundern. Das letzte Zusammentreffen war in Denn meine Liebe ist unsterblich (Mohabbatein) (2000).

## Musik zum Film
1. Meri Mehbooba – Kumar Sanu und Alka Yagnik
2. Do Dil Mil Rahe Hai Magar Chupke Chupke – Kumar Sanu
3. Diwana Dil – Sonu Nigam, Shankar Mahadevan und Hema Sardesi
4. I Love India – Harihar
5. Nahi Hona Tha – Alka Yagnik, Udit Narayan und Hema Sardesi
6. Jahan Piya Wahan – Shankar Mahadevan und Chitra
7. My First Day in America – Hema Sardesi